# Heinz Meyer (Politiker, 1897)
Heinz Meyer (* 6. Januar 1897 in Bremen; † 14. Oktober 1959 in Bremen) war ein deutscher Politiker der SPD.

## Biografie

### Ausbildung und Beruf
Meyer übte in den 1920er Jahren den Beruf eines kaufmännischen Angestellten aus. Durch Selbststudium von 1921 bis 1927 und durch ein Studium von 1928 bis 1929 an der Akademie der Arbeit in Frankfurt am Main vervollständigte er seine Berufskenntnisse. Ab 1929 nahm er die Stelle eines stellvertretenden Syndikus bei der Angestelltenkammer Bremen wahr.
Von 1937 bis 1945 war er als kaufmännischer Angestellter tätig.
Nach dem Krieg nahm er ab 1945 die Aufgabe des Geschäftsführers der Bremischen Bau- und Siedlungsgesellschaft GmbH wahr.

### Politik
Meyer war zunächst Mitglied der DDP, schloss sich aber 1924 der SPD an.
Er gehörte 1933 noch für kurze Zeit der Bremischen Bürgerschaft an. In der Zeit des Nationalsozialismus wurde er 1934 in Schutzhaft genommen und musste wegen seines Widerstandes die Jahre von 1935 bis 1936 im Zuchthaus verbringen.
Vom 10. Juli bis zum 4. Dezember 1947 war Meyer für die SPD Mitglied der Bremischen Bürgerschaft.
Danach war er vom 18. Dezember 1947 bis 1949 für Bremen Mitglied des Wirtschaftsrates der Bizone.
Er gehörte dem Deutschen Bundestag in dessen ersten Legislaturperiode von 1949 bis 1953 als direkt gewählter Abgeordneter des Wahlkreises Bremen-Ost an. Vom 31. Januar 1951 bis zum Ende der Wahlperiode war er Vorsitzender des Bundestagsausschusses für Bau- und Bodenrecht.

### Gewerkschaftsarbeit
Meyer war nach dem Zweiten Weltkrieg in der Deutschen Angestellten-Gewerkschaft (DAG) als Funktionär vertreten.